# Placopsis macrospora
Placopsis macrospora är en lavart som beskrevs av D. J. Galloway. Placopsis macrospora ingår i släktet Placopsis och familjen Trapeliaceae.   Inga underarter finns listade i Catalogue of Life.